# 金伊英
金伊英（韓語：김이영，1975年—），大韓民國電視編劇。

## 作品

### 電視劇
- 1999年：MBC《許浚》
- 2001年：MBC《醫家四姐妹》
- 2001年：MBC《悄悄愛上你（朝鲜语：우리집 (2001년 드라마)）》
- 2002年：MBC《紅豆女之戀》
- 2005年：SBS《嫁給百萬富翁》
- 2007年：MBC《李祘》
- 2010年：MBC《同伊》
- 2012年：MBC《馬醫》
- 2013年：MBC《Drama Festival－李箱以上》
- 2015年：MBC《華政》
- 2019年：SBS《獬豸》
- 2023年： NeftlixKorea 《絕世網紅》

## 外部連結
- 金伊英 （页面存档备份，存于） - MEGA MONSTER 
- NAVER搜索 （页面存档备份，存于）